# Liste der Baudenkmäler in Riedenburg

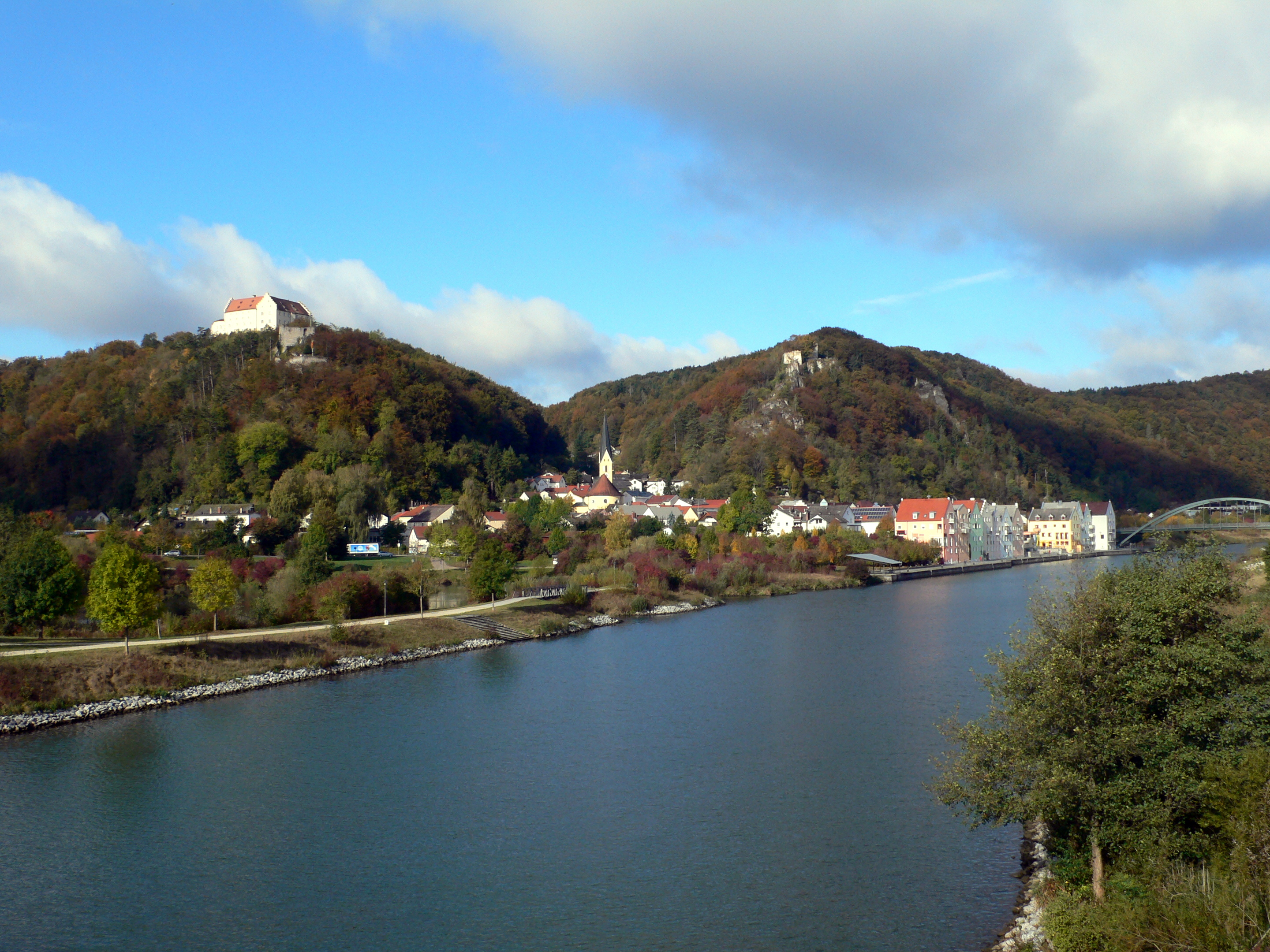
Blick auf die Stadt Riedenburg. Auf den Bergkuppen über der Stadt links Schloss Rosenburg und rechts die Burgruine Tachenstein.

Auf dieser Seite sind die Baudenkmäler in der niederbayerischen Stadt Riedenburg zusammengestellt. Diese Tabelle ist eine Teilliste der Liste der Baudenkmäler in Bayern. Grundlage ist die Bayerische Denkmalliste, die auf Basis des Bayerischen Denkmalschutzgesetzes vom 1. Oktober 1973 erstmals erstellt wurde und seither durch das Bayerische Landesamt für Denkmalpflege geführt wird. Die folgenden Angaben ersetzen nicht die rechtsverbindliche Auskunft der Denkmalschutzbehörde.

## Ensembles

### Ensemble Altstadt Riedenburg

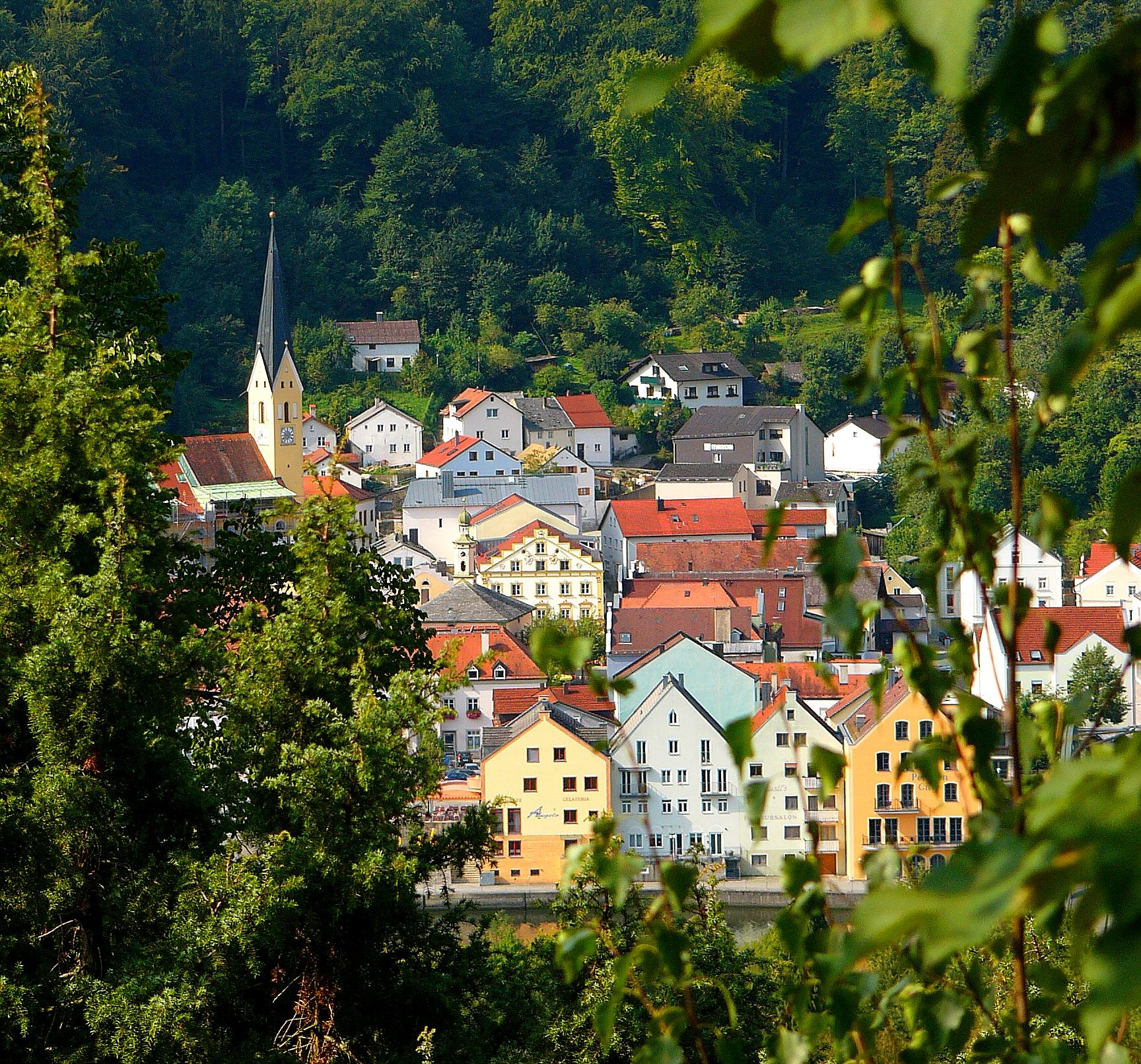

Der alte Ortskern des erst 1952 zur Stadt erhobenen alten Marktortes Riedenburg liegt im Schnittpunkt des Weges von der nahen Altmühlbrücke zur Gruppe der drei Höhenburgen Rabenstein, Tachenstein und Rosenburg mit der Talstraße am rechten Altmühlufer, die hier in das von Süden einmündende Schambachtal mit der ältesten Riedenburger Pfarrkirche und den Wegverbindungen nach Altmannstein und Ingolstadt einläuft. – Die Burgen, die den Marktort beherrschen, waren seit dem 12. Jahrhundert im Besitz der Herzöge von Bayern, die hier ein herzogliches Amt einrichteten und mit Hilfe der Befestigungen das Straßensystem kontrollierten und sicherten. Die Marktsiedlung, die sich unterhalb der Burgen entfaltete und erstmals 1240 als solche bezeichnet wird, bildete im Schnittpunkt der Straßen ihren rechteckigen Marktplatz aus, der sich ursprünglich an seiner Ostseite gegen die Altmühlbrücke öffnete und somit nur an drei Seiten geschlossen bebaut war. Im frühen 18. Jahrhundert wurde mit der Errichtung eines Amtsgerichtsgebäudes, das dem Rang des Ortes als Gerichtssitz entsprach, auch der Ostteil des Platzes beansprucht und gegen das Altmühlufer abgeschlossen. Das 1904/05 im Neurenaissance-Stil dreigeschossig erneuerte Gebäude verlor mit der Auflösung des Bezirksamtes Riedenburg seine Bedeutung; es wurde 1983 abgebrochen und durch einen am östlichen Platzrand errichteten Neubau ersetzt. – In der westlichen Platzhälfte erhebt sich freistehend das alte Rathaus, ein kubischer, 1731 neu errichteter Bau mit flachem Walmdach und Dachreiter. Bei den bürgerlichen Wohn-, Geschäfts- und Gasthäusern an den weiteren Seiten des Platzes handelt es sich meist um Giebelbauten des 17. bis 19. Jahrhunderts, deren Fassaden häufig um 1900 in historisierenden Formen neu gestaltet worden sind. Diese Maßnahmen sind aus dem damals um Riedenburg zunehmenden Fremdenverkehr zu erklären, der dem Ort eine neue Bedeutung verlieh. Den Marktplatz mitbestimmend wirkt die barocke Pfarrkirche St. Johann Baptist; der Pfarrhof und eine Bruchsteinmauer begrenzen den Kirchhof. Die früher auf den Marktplatz zuführende Brücke wurde als Fortführung der Johannesgasse nach Norden verlegt; diese Maßnahme und die Flächensanierung mit massiven Entkernungen sowie die anstelle des ursprünglichen Flusslaufes neu angelegte Straße entlang des Kanals beeinträchtigen die gewachsene Ortsstruktur und reduzieren die historische Substanz bis auf den beschriebenen Bereich. Aktennummer: E-2-73-164-1.

### Ensemble Pfarrkirche mit Umgebung
Das Ensemble umfasst die alte Riedenburger Pfarrkirche mit dem großen barocken Pfarrhof, mit Lehrerhaus und ehem. Schule. Diese Bautengruppe liegt außerhalb von Riedenburg in Einödlage im malerischen Schambachtal; ob sie im früheren Mittelalter Kern einer größeren Siedlung war, ist nicht nachgewiesen. – Die Kirche, eine romanische Chorturmanlage, zählt zu den Urpfarreien des Gebiets; sie war bis 1922 Pfarrkirche von Riedenburg. Der 1712 neu erbaute stattliche Pfarrhof, der mit seinen Wirtschaftsgebäuden den Charakter eines Gutshofes besitzt, schließt sich ihr auf der Westseite eng an. Neben diesen Anlagen, die unmittelbar zur Pfarrei gehören und zu denen auch der ummauerte, die Kirche umfassende Friedhof zu zählen ist, befinden sich auch die historischen Schulbauten, das kleine alte Lehrerhaus und das alte Schulhaus, in Schambach. Das Ensemble bildete somit nicht nur den kirchlich-seelsorgerischen, sondern auch den schulischen Mittelpunkt für eine größere Zahl von Weilern, kleinen Kirchdörfern und den Marktort Riedenburg. Die beiden neu entstandenen Wohnbauten müssen deswegen und auch aufgrund ihrer Gestaltung als schwere Störungen des Ensembles gewertet werden. – Die Einödlage des Ensembles wird von Friedhof und Pfarrhof unterstrichen, die besondere historische Bauweise des Altmühljura-Gebiets wird durch die Kalkplattendächer des Pfarrhofs und seiner Nebengebäude sowie des Lehrerhauses und zugehörigen Stadels dokumentiert. Aktennummer: E-2-73-164-3.

### Ensemble Weiler Obereggersberg
Das Ensemble umfasst den kleinen Burgweiler Obereggersberg auf einem Höhenrücken über dem Altmühltal, mit der ehemaligen Feste Eggersberg auf einem Felsvorsprung im Norden und dem neuen Schloss im Süden. Seit dem 13. Jahrhundert in wittelsbachischem Besitz war die Burg bis zu ihrem Verfall durch den Löwlerkrieg im 15. Jahrhundert an verschiedene Vasallen verpfändet, als deren letzter 1485 Jörg von Helfenstein genannt wird. Die Pfarrkirche, die innerhalb des Berings lag, wurde ebenfalls zerstört und erst um 1700 durch eine Barockkapelle ersetzt. Von der Burg des frühen 13. Jahrhunderts sind der Halsgraben und Reste der Ringmauer erhalten, von der Kapelle besteht nur die Ruine. Etwa 350 m südlich der Burgruine errichtete zu Beginn des 17. Jahrhunderts der herzogliche Pflegerssohn Adam Jocher das neue Schloss mit Ökonomiehof und Nebengebäuden. Zwischen alter Feste und neuem Herrschaftssitz siedelten sich in unregelmäßiger Reihung Kleinhäuser und bäuerliche Nebengehöfte mit nur geringer westlich und südöstlich anschließender Flur an. Die etwa elf Anwesen des Weilers ordnen sich der einzigen, in Nord-Süd-Richtung verlaufenden Stichstraße zu, die sich im mittleren Bereich vor dem stattlichen ehemaligen Pfarrhof angerartig verbreitert und am Vorburggelände endet. Das Ortsbild wird bestimmt durch den hochragenden Treppengiebelbau des neuen Schlosses mit seinen Ecktürmen, dem barocken Walmdachbau des ehemaligen Pfarrhofes und der baumumstandenen Burgruine auf dem abschließenden Felsvorsprung. Bei den kleinbäuerlichen Gehöften handelt es sich meist um ein- bis zweigeschossige verputzte Giebelhäuser des 18. und 19. Jahrhunderts, einige sind noch mit Kalkplattendächern als typische Jurahäuser erhalten. Aktennummer: E-2-73-164-2.

## Baudenkmäler nach Ortsteilen

### Riedenburg
| Lage                            | Objekt                                                      | Beschreibung | Akten-Nr.               | Bild                                                        |
| ------------------------------- | ----------------------------------------------------------- | --- | ----------------------- | ----------------------------------------------------------- |
| An der Schneemühle 3 (Standort) | Schneemühle                                                 | Stattlicher zweigeschossiger Bau mit hohem Mansarddach, wohl Anfang 19. Jahrhundert | D-2-73-164-35 Wikidata  | weitere Bilder                                              |
| Austraße 3 (Standort)           | Wohnhaus                                                    | Dreigeschossiger Giebelbau, Fassade in Neurenaissance, um 1900 | D-2-73-164-1 Wikidata   | weitere Bilder                                              |
| Austraße 5 (Standort)           | Wohn- und Geschäftshaus                                     | Zweigeschossiger Giebelbau mit Zwerchhaus und Giebelzinne, Fassade mit Putzgliederungen, Ende 19. Jahrhundert | D-2-73-164-2 Wikidata   | weitere Bilder                                              |
| Austraße 41 (Standort)          | Kleines Wohnhaus                                            | Erdgeschossig mit Kniestock, in Jura-Bauweise, mit Kalkplattendach, mit Heiligenfigur in Nische, 18. Jahrhundert | D-2-73-164-3 Wikidata   | weitere Bilder                                              |
| Bahnhofstraße 3 (Standort)      | Postamt                                                     | 1930/31 in Verbindung von Neuer Sachlichkeit und Landschaftsbezogenheit, südwestliche Hausecke strebepfeilerartig | D-2-73-164-4 Wikidata   | weitere Bilder                                              |
| Bahnhofstraße 9 (Standort)      | Ehemaliger Bahnhof Riedenburg                               | Zweigeschossiges Empfangsgebäude aus Granitquadern mit Kalksteingliederungen, Eckturm und Giebelrisalit, im sogenannten Heimatstil, 1904 Erdgeschossiges Nebengebäude mit Walmdach und Stichbogenfenstern, gleichzeitig | D-2-73-164-139 Wikidata | Ehemaliger Bahnhof Riedenburg                               |
| Bruckstraße 4 (Standort)        | Gasthaus                                                    | Zweigeschossig, mit Flachsatteldach und Treppengiebel, 17./18. Jahrhundert | D-2-73-164-6 Wikidata   | Gasthaus                                                    |
| Bruckstraße 8 (Standort)        | Büro- und Wohngebäude                                       | Walmdachbau, erste Hälfte 19. Jahrhundert | D-2-73-164-8 Wikidata   | Büro- und Wohngebäude                                       |
| Burgstraße (Standort)           | Burgruine Tachenstein                                       | Kleinere Burganlage, erhalten der Bergfried und Reste des Mauerrings sowie der Abschnittsgraben, wohl 13. Jahrhundert | D-2-73-164-14 Wikidata  | weitere Bilder                                              |
| Burgstraße (Standort)           | Burgruine Rabenstein                                        | Kleine Burganlage mit ungefähr rechteckigem Mauerring, an der Westseite Reste eines Wohn- und Wehrturms, mittelalterlich; die Ruine bildet mit der Rosenburg und der Ruine Tachenstein eine Burgengruppe | D-2-73-164-13 Wikidata  | weitere Bilder                                              |
| Burgstraße (Standort)           | Rosenburg                                                   | Rosenburg: ausgedehnte, gut erhaltene Höhenburg, im Kern frühes 13. Jahrhundert, aus dieser Zeit der Stumpf des Bergfrieds, die innere Umfassungsmauer und der Abschnittsgraben Reste des Torzwingers, 13. oder 14. Jahrhundert, Befestigungsanlagen an der Westseite, um 1500 Wohnbauten, Zweiflügelanlage, dreigeschossig, mit Treppengiebeln, neu erbaut 1556/58 | D-2-73-164-15 Wikidata  | weitere Bilder                                              |
| Burgstraße 1 (Standort)         | Katholische Pfarrkirche St. Johann Baptist                  | Barocker Neubau 1739, Turm mittelalterlich, Umbau 1901; mit Ausstattung (siehe auch: Grabstein für Heinrich Sandersdorfer) | D-2-73-164-9 Wikidata   | weitere Bilder                                              |
| Burgstraße 9 (Standort)         | Zugehörige Reste der spätmittelalterlichen Marktbefestigung | | D-2-73-164-11 Wikidata  | weitere Bilder                                              |
| Burgstraße 22, 24 (Standort)    | Zugehörige Reste der spätmittelalterlichen Marktbefestigung | | D-2-73-164-12 Wikidata  | Zugehörige Reste der spätmittelalterlichen Marktbefestigung |
| Gleislhofstraße 1 (Standort)    | Mittermühle                                                 | Zweiflügelanlage mit Steilsatteldächern, bezeichnet „1687“ Wirtschaftsgebäude, 17./18. Jahrhundert | D-2-73-164-16 Wikidata  | Mittermühle                                                 |
| Hans-Wolf-Gasse 1 (Standort)    | Wohnhaus                                                    | Zweigeschossig, mit Schweifgiebel, 17. Jahrhundert; – vgl. Ensemble Marktplatz | D-2-73-164-19 Wikidata  | Wohnhaus                                                    |
| Leodegarigasse 1 (Standort)     | Wohn- und Geschäftshaus                                     | Dreigeschossig, mit Zwerchgiebel, 17. Jahrhundert; vgl. Ensemble Marktplatz | D-2-73-164-21 Wikidata  | weitere Bilder                                              |
| Marktplatz 1 (Standort)         | Altes Rathaus                                               | Zweigeschossig, Flachwalmdach mit Kalkplatten-Deckung, Dachreiter, 1731 erbaut | D-2-73-164-23 Wikidata  | weitere Bilder                                              |
| Marktplatz 2 (Standort)         | Gasthaus                                                    | Zweigeschossiger Giebelbau, im Kern 17. Jahrhundert, Treppengiebel-Fassade Ende 19. Jahrhundert | D-2-73-164-24 Wikidata  | weitere Bilder                                              |
| Marktplatz 4 (Standort)         | Wohnhaus                                                    | Zweigeschossig, mit Schweifgiebel, 17./18. Jahrhundert, Fassade in barockisierendem Jugendstil, Ende 19. Jahrhundert | D-2-73-164-26 Wikidata  | weitere Bilder                                              |
| Marktplatz 5 (Standort)         | Hotel Schwan                                                | Zwei zusammengefasste dreigeschossige Giebelbauten mit Treppengiebeln, im Kern wohl 17./18. Jahrhundert, Fassadendekor in barockisierendem Jugendstil, um 1900 | D-2-73-164-27 Wikidata  | weitere Bilder                                              |
| Marktplatz 6 (Standort)         | Wohnhaus                                                    | Dreigeschossig, mit Schweifgiebel und Erker, 1709 | D-2-73-164-28 Wikidata  | weitere Bilder                                              |
| Marktplatz 9 (Standort)         | Wohnhaus                                                    | Zweigeschossiger Giebelbau mit Halbwalmdach, wohl Anfang 19. Jahrhundert, Fassade Ende 19. Jahrhundert | D-2-73-164-29 Wikidata  | Wohnhaus                                                    |
| Mühlstraße 6 (Standort)         | Wohn- und Geschäftshaus                                     | Dreigeschossig, Neurenaissance, Ende 19. Jahrhundert | D-2-73-164-32 Wikidata  | Wohn- und Geschäftshaus                                     |
| Mühlstraße 20 (Standort)        | Wohn- und Geschäftshaus                                     | Zweigeschossig, mit Kalkplattendach, im Kern 17./18. Jahrhundert, neubarocke Fassade mit Volutengiebel, um 1900 | D-2-73-164-33 Wikidata  | Wohn- und Geschäftshaus                                     |
| Mühlstraße 28 (Standort)        | Wohnhaus                                                    | Zweigeschossiger Giebelbau, mit Kalkplattendach, Fassade spätklassizistisch, um Mitte 19. Jahrhundert | D-2-73-164-34 Wikidata  | Wohnhaus                                                    |
| Sankt-Anna-Platz 8 (Standort)   | Klarissenkloster St. Anna                                   | Vierflügelanlage, der Quertrakt mit Treppengiebeln, zwei Türme, erbaut in gotisierenden Formen 1858/59 Klosterkirche St. Anna, siehe St. Anna-Platz 7 | D-2-73-164-17 Wikidata  | weitere Bilder                                              |
| Sankt Anna-Platz 3 (Standort)   | Wohnhaus                                                    | Zweigeschossiger Neurenaissancebau, bezeichnet „1888“ | D-2-73-164-38 Wikidata  | Wohnhaus                                                    |
| Sankt-Anna-Platz 7 (Standort)   | Katholische Klosterkirche St. Anna                          | Gotische Anlage, erweitert 1735; mit Ausstattung Turm 1891 | D-2-73-164-39 Wikidata  | weitere Bilder                                              |
| Wiesgasse 1 (Standort)          | Ehemalige Posthalterei- und Ledereranwesen                  | Zweigeschossiger Satteldachbau mit hohem Kniestock, Anfang 19. Jahrhundert, im Kern 18. Jahrhundert Ehemalige Remise, traufständiger Satteldachbau mit Kalkplattendach, Anfang 19. Jahrhundert Rückgebäude, Satteldachbau, Anfang 19. Jahrhundert Ehemaliger Stadel, Satteldachbau, Anfang 19. Jahrhundert Ehemalige Gerberwerkstatt, Anbau mit Satteldach, um 1850 | D-2-73-164-143 Wikidata | Ehemalige Posthalterei- und Ledereranwesen                  |

### Aicholding
| Lage                    | Objekt                        | Beschreibung | Akten-Nr.              | Bild           |
| ----------------------- | ----------------------------- | --- | ---------------------- | -------------- |
| Aicholding 2 (Standort) | Katholische Kirche St. Martin | Romanische Chorturmanlage, 12. Jahrhundert; im Inneren 1725 barockisiert; mit Ausstattung; bildet mit dem Schlösschen eine Baugruppe                                    | D-2-73-164-40 Wikidata | weitere Bilder |
| Aicholding 3 (Standort) | Schlösschen                   | Wohnbau mit Treppengiebel, 17. Jahrhundert Wirtschaftsgebäude, 17./18. Jahrhundert Toreinfahrt und Teile der Umfassungsmauer, bezeichnet „1748“ Vor dem Tor Lindenallee | D-2-73-164-41 Wikidata | weitere Bilder |

### Altmühlmünster
| Lage                             | Objekt                               | Beschreibung | Akten-Nr.              | Bild           |
| -------------------------------- | ------------------------------------ | --- | ---------------------- | -------------- |
| Altmühlmünster 2 (Standort)      | Kleines Wohnhaus                     | Erdgeschossig, in Jura-Bauweise mit Kalkplattendach, 19. Jahrhundert | D-2-73-164-43 Wikidata | weitere Bilder |
| Altmühlmünster 4 (Standort)      | Pfarrhof                             | Stattlicher zweigeschossiger Bau in Jura-Bauweise, 18. Jahrhundert | D-2-73-164-45 Wikidata | weitere Bilder |
| Altmühlmünster 9 1/2 (Standort)  | Bauernhaus                           | zweigeschossiger traufständiger Flachsatteldachbau, in Jura-Bauweise mit Kalkplattendach, 2. Hälfte 19. Jh. | D-2-73-164-47 Wikidata | weitere Bilder |
| Altmühlmünster 11 (Standort)     | Bauernhaus                           | Erdgeschossig, in Jura-Bauweise, mit Kalkplattendach, drei Fresken an der Front, bezeichnet „1785“ | D-2-73-164-46 Wikidata | weitere Bilder |
| Altmühlmünster 25 1/2 (Standort) | Ehemalige Johanniter-Komturei-Kirche | Langhaus romanisch, Chor, Sakristei und zwei Seitenkapellen spätgotisch, 15. Jahrhundert Erweiterung und Turm 1911–1913; mit Ausstattung (siehe auch: Grabstein für Dietrich II. Schenk von Flügelsberg) Alte Friedhofsmauer mit eingelassenen Grabsteinen des 16. Jahrhunderts | D-2-73-164-42 Wikidata | weitere Bilder |

### Baiersdorf
| Lage                             | Objekt                                | Beschreibung                                                          | Akten-Nr.              | Bild           |
| -------------------------------- | ------------------------------------- | --------------------------------------------------------------------- | ---------------------- | -------------- |
| Keilsdorfer Straße 14 (Standort) | Katholische Kirche St. Johann Baptist | Romanische Chorturmanlage, Ausbau im 17. Jahrhundert; mit Ausstattung | D-2-73-164-48 Wikidata | weitere Bilder |

### Buch
| Lage                      | Objekt                             | Beschreibung | Akten-Nr.              | Bild           |
| ------------------------- | ---------------------------------- | --- | ---------------------- | -------------- |
| Kirchstraße 10 (Standort) | Katholische Kirche St. Jakob d. Ä. | Saalkirche mit Satteldach und eingezogenem Rechteckchor, 17. Jh., im Kern mittelalterlich, Westturm mit Oktogon und Spitzhelm, nach 1908; mit Ausstattung | D-2-73-164-49 Wikidata | weitere Bilder |

### Deising
| Lage                                           | Objekt                                                | Beschreibung                                                                                                | Akten-Nr.                        | Bild           |
| ---------------------------------------------- | ----------------------------------------------------- | --- | -------------------------------- | -------------- |
| Deising 36; Ludwig-Donau-Main-Kanal (Standort) | Schleuse 11, Bestandteil des Ludwig-Donau-Main-Kanals | Kammerschleuse, Naturstein-Quadermauerwerk mit hölzernen Stemmtoren, 1836–45.                               | D-2-73-164-94 Wikidata           | weitere Bilder |
| Deising 36; Ludwig-Donau-Main-Kanal (Standort) | Schleuse 11, Bestandteil des Ludwig-Donau-Main-Kanals | Schleusenwärterhaus, eingeschossiger Flachsatteldachbau, mit Rundbogenfenstern und Sohlbankgesims, 1836–45. | D-2-73-164-94 zugehörig Wikidata | weitere Bilder |
| Deising 36; Ludwig-Donau-Main-Kanal (Standort) | Schleuse 11, Bestandteil des Ludwig-Donau-Main-Kanals | Wehranlage, Pfeiler aus Quadermauerwerk und Stampfbeton, darauf eiserne Winden, 1836–45.                    | D-2-73-164-94 zugehörig Wikidata | weitere Bilder |
| Thanner Straße 7 (Standort)                    | Kleines Bauernhaus                                    | Erdgeschossig, in Jura-Bauweise, erste Hälfte 19. Jahrhundert                                               | D-2-73-164-53 Wikidata           | weitere Bilder |
| Thanner Straße 10 (Standort)                   | Kleiner Bauernhof, Wohnstallhaus                      | Erdgeschossig, in Jura-Bauweise, mit Kalkplattendach, 18./19. Jahrhundert                                   | D-2-73-164-59 Wikidata           | weitere Bilder |
| Zeller Straße 9 (Standort)                     | Katholische Kirche St. Nikolaus                       | Spätromanischer Bau, Anfang 13. Jahrhundert; mit Ausstattung                                                | D-2-73-164-51 Wikidata           | weitere Bilder |

### Dieterzhofen
| Lage                       | Objekt                                | Beschreibung                       | Akten-Nr.               | Bild           |
| -------------------------- | ------------------------------------- | ---------------------------------- | ----------------------- | -------------- |
| In Dieterzhofen (Standort) | Katholische Kapelle Sankt Anna        | Kleiner Barockbau; mit Ausstattung | D-2-73-164-60 Wikidata  | weitere Bilder |
| Am Prunner Weg (Standort)  | Wegkapelle, sogenannte Schauerkapelle | Massivbau, bezeichnet „1879“       | D-2-73-164-140 Wikidata | weitere Bilder |

### Echendorf
| Lage                    | Objekt                         | Beschreibung | Akten-Nr.               | Bild                           |
| ----------------------- | ------------------------------ | --- | ----------------------- | ------------------------------ |
| Echendorf 7 (Standort)  | Katholische Kirche St. Stephan | Romanische Anlage, Chorturm frühgotisch um 1300; mit Ausstattung Seelenkapelle, 17. Jahrhundert Friedhofstor, 19. Jahrhundert | D-2-73-164-62 Wikidata  | Katholische Kirche St. Stephan |
| Echendorf 17 (Standort) | Wohnstallhaus                  | In Jura-Bauweise, eingeschossig mit Kniestock, Kalkplattendach, Anfang 19. Jahrhundert                                        | D-2-73-164-141 Wikidata | weitere Bilder                 |

### Echenried
| Lage                    | Objekt      | Beschreibung    | Akten-Nr.              | Bild           |
| ----------------------- | ----------- | --------------- | ---------------------- | -------------- |
| In Echenried (Standort) | Ortskapelle | 19. Jahrhundert | D-2-73-164-63 Wikidata | weitere Bilder |

### Einthal
| Lage                      | Objekt                  | Beschreibung                                                                   | Akten-Nr.              | Bild           |
| ------------------------- | ----------------------- | ------------------------------------------------------------------------------ | ---------------------- | -------------- |
| Nähe Nußhausen (Standort) | Katholische Ortskapelle | Die Kapelle ist der schmerzhaften Mutter Gottes geweiht; 1883; mit Ausstattung | D-2-73-164-65 Wikidata | weitere Bilder |

### Emmerthal
| Lage                   | Objekt                                  | Beschreibung          | Akten-Nr.              | Bild           |
| ---------------------- | --------------------------------------- | --------------------- | ---------------------- | -------------- |
| Emmerthal 1 (Standort) | Katholische Wallfahrtskirche Maria Hilf | 1650; mit Ausstattung | D-2-73-164-67 Wikidata | weitere Bilder |

### Flügelsberg
| Lage                     | Objekt                                                        | Beschreibung | Akten-Nr.              | Bild           |
| ------------------------ | ------------------------------------------------------------- | --- | ---------------------- | -------------- |
| Felsenblick 6 (Standort) | Burgruine Flügelsberg, jetzt zum Teil ausgebaut als Berghotel | Reste der Ringmauer des 12. und des 16. Jahrhunderts, im Wohngebäude des 19. Jahrhunderts mit Bauteilen des 16. Jahrhunderts                              | D-2-73-164-69 Wikidata | weitere Bilder |
| Felsenblick 5 (Standort) | Bauernhof                                                     | Zweigeschossiges Wohnstallhaus, in Jura-Bauweise, mit Kalkplattendach, erste Hälfte 19. Jahrhundert Backofenhäuschen mit Kalkplattendach, 19. Jahrhundert | D-2-73-164-70 Wikidata | Bauernhof      |

### Frauenberghausen
| Lage                           | Objekt                                 | Beschreibung                                              | Akten-Nr.              | Bild           |
| ------------------------------ | -------------------------------------- | --------------------------------------------------------- | ---------------------- | -------------- |
| Frauenberghausen 8 (Standort)  | Katholische Kirche St. Margaretha      | Mittelalterlich, Chor und Turm von 1628; mit Ausstattung  | D-2-73-164-71 Wikidata | weitere Bilder |
| Frauenberghausen 10 (Standort) | Sogenanntes Hetthaus, kleines Wohnhaus | In Jura-Bauweise, mit Blockbau-Kniestock, 18. Jahrhundert | D-2-73-164-74 Wikidata | weitere Bilder |

### Georgenbuch
| Lage                     | Objekt                       | Beschreibung | Akten-Nr.              | Bild           |
| ------------------------ | ---------------------------- | --- | ---------------------- | -------------- |
| Georgenbuch 4 (Standort) | Katholische Kirche St. Georg | Romanische Anlage, Chor 17. Jahrhundert, Langhaus im 19. Jahrhundert erweitert; mit Ausstattung In der Friedhofsmauer Reste von drei romanischen Skulpturen und Grabstein von 1354 | D-2-73-164-75 Wikidata | weitere Bilder |

### Gundlfing
| Lage                      | Objekt                        | Beschreibung                                                                                                  | Akten-Nr.              | Bild           |
| ------------------------- | ----------------------------- | --- | ---------------------- | -------------- |
| Sankt Agatha 1 (Standort) | Katholische Kirche St. Agatha | Romanische Anlage, im 18. Jahrhundert barockisiert; mit Ausstattung Ummauerung des Friedhofs, 17. Jahrhundert | D-2-73-164-76 Wikidata | weitere Bilder |

### Haidhof
| Lage                              | Objekt            | Beschreibung          | Akten-Nr.              | Bild           |
| --------------------------------- | ----------------- | --------------------- | ---------------------- | -------------- |
| Riedenburger Straße 12 (Standort) | Kapelle St. Maria | 1837; mit Ausstattung | D-2-73-164-78 Wikidata | weitere Bilder |

### Harlanden
| Lage                                                | Objekt                                 | Beschreibung | Akten-Nr.              | Bild                  |
| --------------------------------------------------- | -------------------------------------- | --- | ---------------------- | --------------------- |
| Am Anger 7 (Standort)                               | Wohnstallhaus eines Dreiseithofes      | In Jura-Bauweise, mit Kalkplattendach, 18./frühes 19. Jahrhundert                                                                                       | D-2-73-164-81 Wikidata | weitere Bilder        |
| Am Anger; Am Anger 2; Eggersberger Weg 3 (Standort) | Rest eines Bergfrieds                  | später zu Wohnzwecken ausgebaut, Turmstumpf über quadratischem Grundriss, Bruchsteinmauerwerk, Flachsatteldach mit Kalkplattendeckung, wohl 14./15. Jh. | D-2-73-164-82 Wikidata | Rest eines Bergfrieds |
| Eggersberger Weg 2 (Standort)                       | Katholische Kirche St. Maria Magdalena | Neubau, um 1870; mit Ausstattung | D-2-73-164-79 Wikidata | weitere Bilder        |

### Hattenhausen
| Lage                      | Objekt                         | Beschreibung                                                                               | Akten-Nr.              | Bild                           |
| ------------------------- | ------------------------------ | ------------------------------------------------------------------------------------------ | ---------------------- | ------------------------------ |
| Hattenhausen 9 (Standort) | Katholische Kirche St. Andreas | Spätromanischer Bau, im 17. Jahrhundert barockisiert; mit Ausstattung Turm 19. Jahrhundert | D-2-73-164-83 Wikidata | Katholische Kirche St. Andreas |

### Hattenhofen
| Lage                      | Objekt      | Beschreibung                     | Akten-Nr.              | Bild           |
| ------------------------- | ----------- | -------------------------------- | ---------------------- | -------------- |
| In Hattenhofen (Standort) | Ortskapelle | 19. Jahrhundert; mit Ausstattung | D-2-73-164-84 Wikidata | weitere Bilder |

### Jachenhausen
| Lage                    | Objekt                             | Beschreibung | Akten-Nr.              | Bild           |
| ----------------------- | ---------------------------------- | --- | ---------------------- | -------------- |
| Kirchplatz 1 (Standort) | Katholische Pfarrkirche St. Oswald | Anlage wohl 17. Jahrhundert, 1880 nach Westen verlängert; mit Ausstattung Turm mittelalterlich Seelenkapelle mit Kalkplattendach, 18. Jahrhundert Friedhofsummauerung und -tor 17./18. Jahrhundert | D-2-73-164-85 Wikidata | weitere Bilder |
| Kirchplatz 3 (Standort) | Pfarrhof                           | Zweigeschossig, in Jura-Bauweise, mit Kalkplattendach und Putzgliederungen, 17./18. Jahrhundert | D-2-73-164-86 Wikidata | weitere Bilder |

### Keilsdorf
| Lage                             | Objekt                         | Beschreibung                                                                         | Akten-Nr.              | Bild               |
| -------------------------------- | ------------------------------ | ------------------------------------------------------------------------------------ | ---------------------- | ------------------ |
| Baiersdorfer Straße 2 (Standort) | Katholische Kirche St. Stephan | Romanisches Langhaus, Chor spätgotisch, Erweiterung der Anlage 1788; mit Ausstattung | D-2-73-164-88 Wikidata | weitere Bilder     |
| Brandweg 5 (Standort)            | Zugehöriger Stadel             | Ständerriegelbau mit Kalkplattendach, 18. Jahrhundert                                | D-2-73-164-89 Wikidata | Zugehöriger Stadel |

### Laubhof
| Lage                  | Objekt      | Beschreibung | Akten-Nr.              | Bild           |
| --------------------- | ----------- | --- | ---------------------- | -------------- |
| In Laubhof (Standort) | Ortskapelle | 19. Jahrhundert; mit Ausstattung | D-2-73-164-90 Wikidata | weitere Bilder |
| Laubhof 2 (Standort)  | Gutshof     | Wohnhaus, zweieinhalbgeschossig, mit Kalkplattendach und Treppengiebeln, 18. Jahrhundert Scheune, mit Kalkplattendach, 19. Jahrhundert | D-2-73-164-91 Wikidata | weitere Bilder |

### Lintlhof
| Lage                                | Objekt          | Beschreibung                                                                                            | Akten-Nr.               | Bild           |
| ----------------------------------- | --------------- | --- | ----------------------- | -------------- |
| Lintlhof 3;Postkellerweg (Standort) | Lintlhofkapelle | Feldkapelle, sog. Lintlhofkapelle, massiver Satteldachbau mit Lisenengliederung, 1816; mit Ausstattung. | D-2-73-164-166 Wikidata | weitere Bilder |

### Meihern
| Lage                     | Objekt                        | Beschreibung                      | Akten-Nr.              | Bild           |
| ------------------------ | ----------------------------- | --------------------------------- | ---------------------- | -------------- |
| Sandstraße 20 (Standort) | Katholische Kirche St. Regina | Nach 1843 erbaut; mit Ausstattung | D-2-73-164-92 Wikidata | weitere Bilder |

### Neuenkehrsdorf
| Lage                         | Objekt                             | Beschreibung                                                              | Akten-Nr.              | Bild                               |
| ---------------------------- | ---------------------------------- | ------------------------------------------------------------------------- | ---------------------- | ---------------------------------- |
| Neuenkehrsdorf 11 (Standort) | Gasthaus, ehemaliges Hammergebäude | Zweigeschossig, mit Mansarddach, Ende 18./Anfang 19. Jahrhundert          | D-2-73-164-95 Wikidata | Gasthaus, ehemaliges Hammergebäude |
| Neuenkehrsdorf 18 (Standort) | Wohnhaus                           | Zweigeschossig, Flachwalmdach mit Kalkplatten, 18./frühes 19. Jahrhundert | D-2-73-164-96 Wikidata | BW                                 |

### Nußhausen
| Lage                   | Objekt   | Beschreibung                                            | Akten-Nr.              | Bild     |
| ---------------------- | -------- | ------------------------------------------------------- | ---------------------- | -------- |
| Nußhausen 4 (Standort) | Gasthaus | Zweigeschossig, mit Mansarddach, Anfang 19. Jahrhundert | D-2-73-164-98 Wikidata | Gasthaus |

### Obereggersberg
| Lage                                            | Objekt                                        | Beschreibung | Akten-Nr.               | Bild            |
| ----------------------------------------------- | --------------------------------------------- | --- | ----------------------- | --------------- |
| In Obereggersberg (Standort)                    | Burg- und Kapellenruine; Alte Burg Eggersberg | Abschnittsgraben und Reste der Ringmauer erhalten, Anfang 13. Jahrhundert Ruine einer barocken Kapelle, um 1700 | D-2-73-164-100 Wikidata | weitere Bilder  |
| Obereggersberg 18; Obereggersberg 20 (Standort) | Neues Schloss Eggersberg                      | Dreigeschossiger Bau mit Treppengiebeln und Ecktürmen, Anfang 17. Jahrhundert, Schlosskapelle Heilig Kreuz von 1807; mit Ausstattung Rechteckiger Ökonomiehof: langgestrecktes Wirtschaftsgebäude mit Kalkplattendach, wohl 18. Jahrhundert, westlich an das Schloss angegliedert Stadel mit Steilsatteldach, 17. Jahrhundert Toreinfahrt | D-2-73-164-101 Wikidata | weitere Bilder  |
| Obereggersberg 27 (Standort)                    | Bauernhaus                                    | Zweigeschossig, mit Walmdach, 18. Jahrhundert | D-2-73-164-104 Wikidata | weitere Bilder  |
| Obereggersberg 30 (Standort)                    | Doppelkleinhaus                               | Um 1800, eingeschossig mit Kalkplattendach | D-2-73-164-103 Wikidata | Doppelkleinhaus |
| Obereggersberg 37 (Standort)                    | Ehemaliger Pfarrhof                           | Zweigeschossiger Walmdachbau, 18. Jahrhundert Ehemaliger Pfarrstadel, zum Teil Ständerriegelbau, mit Kalkplattendach, 18. Jahrhundert | D-2-73-164-102 Wikidata | weitere Bilder  |

### Oberhofen
| Lage                    | Objekt                                | Beschreibung | Akten-Nr.               | Bild                                  |
| ----------------------- | ------------------------------------- | --- | ----------------------- | ------------------------------------- |
| Oberhofen 11 (Standort) | Katholische Kirche St. Johann Baptist | Erbaut wohl im 17. Jahrhundert, Turm und Langhauserweiterung 19. Jahrhundert; mit Ausstattung                                                         | D-2-73-164-105 Wikidata | Katholische Kirche St. Johann Baptist |
| Oberhofen 20 (Standort) | Wohnstallhaus                         | Erdgeschossig, in Jura-Bauweise, mit Kalkplattendach über Blockbau-Kniestock, wohl noch 18. Jahrhundert                                               | D-2-73-164-106 Wikidata | weitere Bilder                        |
| Oberhofen 34 (Standort) | Bauernhaus                            | Erdgeschossig, in Jura-Bauweise mit Kalkplattendach, erste Hälfte 19. Jahrhundert Stallstadel, Oberteil verbrettert, Kalkplattendach, 19. Jahrhundert | D-2-73-164-107 Wikidata | weitere Bilder                        |

### Otterzhofen
| Lage                      | Objekt                                      | Beschreibung | Akten-Nr.               | Bild           |
| ------------------------- | ------------------------------------------- | --- | ----------------------- | -------------- |
| Otterzhofen 23 (Standort) | Katholische Filialkirche St. Peter und Paul | Kleiner Bau mit gedrungenem Chorturm, spätgotisch, 1486 (dendrochronologisch datiert) und später, Langhausdach 1700 (dendrochronologisch datiert); mit Ausstattung Seelenkapelle 17. Jahrhundert Friedhofstor 18. Jahrhundert | D-2-73-164-109 Wikidata | weitere Bilder |

### Perletzhofen
| Lage                                      | Objekt                        | Beschreibung | Akten-Nr.               | Bild           |
| ----------------------------------------- | ----------------------------- | --- | ----------------------- | -------------- |
| In Perletzhofen (Standort)                | Katholische Kirche St. Joseph | Saalkirche mit Satteldach und dreiseitig geschlossenem Chor, Nordturm mit Oktogon und Zwiebelhaube, im Kern 17. Jahrhundert, 1855 erneuert; mit Ausstattung | D-2-73-164-112 Wikidata | weitere Bilder |
| Albertshofener Weg; Wasserfeld (Standort) | Kapellenbildstock             | Quaderartige Form, mit Satteldach und rundbogiger Bildnische, wohl erste Hälfte 19. Jahrhundert; mit Ausstattung                                            | D-2-73-164-116 Wikidata | weitere Bilder |

### Pillhausen (Kastlhof)
| Lage                                              | Objekt                                               | Beschreibung | Akten-Nr.                         | Bild           |
| ------------------------------------------------- | ---------------------------------------------------- | --- | --------------------------------- | -------------- |
| Nähe Main-Donau-Kanal (Standort)                  | Abschnitt des Ludwig-Donau-Main-Kanals               | Künstlich angelegte Wasserstraße zwischen Kelheim und Bamberg auf einer Länge von 173 km mit ehemals 100 Schleusen, zahlreichen wasser- und schifffahrtstechnischen Anlagen und Gebäuden zur Herstellung eines durchgehenden Wasserweges zwischen Nordsee und dem Schwarzen Meer, auf Veranlassung König Ludwigs I. von Bayern durch Heinrich Freiherr von Pechmann, 1836–45; Wehranlage, 1836–45 | D-2-73-164-144 Wikidata           | weitere Bilder |
| Nähe Main-Donau-Kanal; Nähe Pillhausen (Standort) | Schleuse 5, Bestandteil des Ludwig-Donau-Main-Kanals | Kammerschleuse, Werkstein-Quadermauerwerk, 1836–45. | D-2-73-164-117 Wikidata           | weitere Bilder |
| Nähe Main-Donau-Kanal; Nähe Pillhausen (Standort) | Schleusenwärterhaus                                  | Eingeschossiger Flachsatteldachbau, mit Rundbogenfenstern und Sohlbankgesims, 1836–45. | D-2-73-164-117 zugehörig Wikidata | weitere Bilder |

### Prunn
| Lage                                        | Objekt                                               | Beschreibung | Akten-Nr.               | Bild           |
| ------------------------------------------- | ---------------------------------------------------- | --- | ----------------------- | -------------- |
| Bergstraße 3 (Standort)                     | Wohnhaus                                             | Zweigeschossig, in Jura-Bauweise, mit Putzgliederungen, Fresken und Kalkplattendach, 18. Jahrhundert                                                 | D-2-73-164-118 Wikidata | weitere Bilder |
| Prunner Hauptstraße 7 (Standort)            | Wohnhaus                                             | Stattlicher zweigeschossiger Bau in Jura-Bauweise, 18./frühes 19. Jahrhundert                                                                        | D-2-73-164-119 Wikidata | weitere Bilder |
| Hofwiesen; Nähe Main-Donau-Kanal (Standort) | Wehranlage, Bestandteil des Ludwig-Donau-Main-Kanals | Pfeiler aus Werkstein-Quadern und Stampfbeton, darauf eiserne Winden, 1836–45.                                                                       | D-2-73-164-145 Wikidata | weitere Bilder |
| Kirchweg 2 (Standort)                       | Alter Pfarrhof                                       | Dreigeschossig, in Jura-Bauweise, im Kern 16. Jahrhundert                                                                                            | D-2-73-164-120 Wikidata | Alter Pfarrhof |
| Kirchweg 5 (Standort)                       | Zehentstadel                                         | Dreigeschossiger Bau mit Krüppelwalmdach, wohl 17. Jahrhundert                                                                                       | D-2-73-164-121 Wikidata | Zehentstadel   |
| Kirchweg 6; Kirchweg 8 (Standort)           | Katholische Kirche Unsere Liebe Frau                 | Spätgotisch, 15. Jahrhundert, barockisiert 1683; mit Ausstattung (siehe auch: Grabstein für Hans Fraunberger vom Haag) Kirchhofmauer 17. Jahrhundert | D-2-73-164-122 Wikidata | weitere Bilder |

### Ried
| Lage              | Objekt      | Beschreibung                     | Akten-Nr.               | Bild        |
| ----------------- | ----------- | -------------------------------- | ----------------------- | ----------- |
| Ried 3 (Standort) | Ortskapelle | 19. Jahrhundert; mit Ausstattung | D-2-73-164-124 Wikidata | Ortskapelle |

### Sankt Ursula
| Lage                      | Objekt                      | Beschreibung | Akten-Nr.               | Bild |
| ------------------------- | --------------------------- | --- | ----------------------- | ---- |
| Sankt Ursula 1 (Standort) | Ehemalige Kirche St. Ursula | Profanierte Kirche, jetzt Stadel, zweigeschossiger Satteldachbau mit profiliertem Spitzbogenportal, im Kern gotisch, 1804 profaniert und umgebaut | D-2-73-164-127 Wikidata | BW   |

### Schaitdorf
| Lage                     | Objekt      | Beschreibung                                          | Akten-Nr.               | Bild           |
| ------------------------ | ----------- | ----------------------------------------------------- | ----------------------- | -------------- |
| In Schaitdorf (Standort) | Ortskapelle | Mit Kalkplattendach, 19. Jahrhundert; mit Ausstattung | D-2-73-164-128 Wikidata | weitere Bilder |

### Schambach
| Lage                                 | Objekt                               | Beschreibung | Akten-Nr.               | Bild           |
| ------------------------------------ | ------------------------------------ | --- | ----------------------- | -------------- |
| Schambach 1; In Schambach (Standort) | Ehemaliger Pfarrhof                  | Zweigeschossig, mit hohem Kniestock, Flachwalmdach mit Kalkplatten, erbaut 1712 Pfarrstadel, massiv, zum Teil verbrettert, mit Kalkplattendach, 19. Jahrhundert Stallbau, massiv, mit Kalkplattendach, wohl 18. Jahrhundert | D-2-73-164-130 Wikidata | weitere Bilder |
| Schambach 3 (Standort)               | Ehemaliges Lehrerhaus                | Erdgeschossig, in Jura-Bauweise, mit Kalkplattendach, 18./19. Jahrhundert Am Eingang eingemauert zwei Reliefs des 16. Jahrhunderts                                                                                          | D-2-73-164-131 Wikidata | BW             |
| Schambach 4 (Standort)               | Katholische Kirche Unsere Liebe Frau | Romanische Chorturmanlage, barockisiert im 18. Jahrhundert, Turmobergeschoss ebenfalls barock; mit Ausstattung Seelenkapelle, 17. Jahrhundert Friedhofsummauerung, 17./18. Jahrhundert                                      | D-2-73-164-129 Wikidata | weitere Bilder |

### Schloßprunn
| Lage                     | Objekt                  | Beschreibung | Akten-Nr.               | Bild                    |
| ------------------------ | ----------------------- | --- | ----------------------- | ----------------------- |
| Schloßprunn 1 (Standort) | Burg Prunn              | Höhenburg, unregelmäßige Zweiflügelanlage; mit Ausstattung Nordflügel mit Torbau und Treppenturm, bezeichnet „1604“, und mit eingeschlossenem Bergfried, romanisch Südflügel, drei- und viergeschossig, 16./17. Jahrhundert, auf romanischer Grundlage, mit Kapelle, ausgebaut um 1700 An der Nordseite tiefer Halsgraben, mittelalterlich | D-2-73-164-132 Wikidata | weitere Bilder          |
| Schloßprunn 1 (Standort) | Wegsäule (Malefizstein) | Bezeichnet „1623“ | D-2-73-164-68 Wikidata  | Wegsäule (Malefizstein) |

### Thann
| Lage                                       | Objekt                                   | Beschreibung | Akten-Nr.               | Bild           |
| ------------------------------------------ | ---------------------------------------- | --- | ----------------------- | -------------- |
| An der Kirche 2; Salvatorstraße (Standort) | Katholische Kirche St. Johann Evangelist | Ende 17. Jahrhundert erbaut; mit Ausstattung Friedhofstor, Ende 15. Jahrhundert, Friedhofsmauer, 16./17. Jahrhundert | D-2-73-164-133 Wikidata | weitere Bilder |
| Salvatorstraße 13 (Standort)               | Wohnhaus                                 | Walmdachbau, erste Hälfte 19. Jahrhundert                                                                            | D-2-73-164-134 Wikidata | weitere Bilder |

### Untereggersberg
| Lage                             | Objekt                                                | Beschreibung | Akten-Nr.                         | Bild               |
| -------------------------------- | ----------------------------------------------------- | --- | --------------------------------- | ------------------ |
| Untereggersberg 5 (Standort)     | Kleine Rundkapelle                                    | Mit Kalkplattendach, 19. Jahrhundert | D-2-73-164-137 Wikidata           | Kleine Rundkapelle |
| Untereggersberg 19/21 (Standort) | Bauernhaus                                            | In Jura-Bauweise, mit Kalkplattendach, 19. Jahrhundert | D-2-73-164-136 Wikidata           | weitere Bilder     |
| Untereggersberg 24 (Standort)    | Abschnitt des Ludwig-Donau-Main-Kanals                | Künstlich angelegte Wasserstraße zwischen Kelheim und Bamberg auf einer Länge von 173 km mit ehemals 100 Schleusen, zahlreichen wasser- und schifffahrtstechnischen Anlagen und Gebäuden zur Herstellung eines durchgehenden Wasserweges zwischen Nordsee und dem Schwarzen Meer, auf Veranlassung König Ludwigs I. von Bayern durch Heinrich Freiherr von Pechmann, 1836–45 | D-2-73-164-146 Wikidata           | weitere Bilder     |
| Untereggersberg 24 (Standort)    | Schleuse 10, Bestandteil des Ludwig-Donau-Main-Kanals | Kammerschleuse, Quadermauerwerk, 1836–45 von Heinrich von Pechmann. | D-2-73-164-138 Wikidata           | weitere Bilder     |
| Untereggersberg 24 (Standort)    | Schleuse 10, Bestandteil des Ludwig-Donau-Main-Kanals | Eingeschossiger Flachsatteldachbau, mit Rundbogenfenstern und Sohlbankgesims, 1836–45. | D-2-73-164-138 zugehörig Wikidata | weitere Bilder     |
| Untereggersberg 25 (Standort)    | Bauernhaus                                            | eineinhalbgeschossiger traufständiger Satteldachbau, in Jura-Bauweise mit Kalkplattendach, 1. Hälfte 19. Jh. | D-2-73-164-135 Wikidata           | weitere Bilder     |

## Ehemalige Baudenkmäler
In diesem Abschnitt sind Objekte aufgeführt, die früher einmal in der Denkmalliste eingetragen waren, jetzt aber nicht mehr. Objekte, die in anderem Zusammenhang – also z. B. als Teil eines Baudenkmals – weiter eingetragen sind, sollen hier nicht aufgeführt werden. Aktennummern in diesem Abschnitt sind ehemalige, jetzt nicht mehr gültige Aktennummern.

| Lage                                   | Objekt                                 | Beschreibung | Akten-Nr.      | Bild |
| -------------------------------------- | -------------------------------------- | --- | -------------- | ---- |
| Riedenburg Bruckstraße 6 ()            | Wohnhaus                               | Zweigeschossig, in Jura-Bauweise, 17./18. Jahrhundert                                                                                           | D-2-73-164-7   |      |
| Riedenburg Johannesgasse 13 (Standort) | Wohnhaus                               | Zweigeschossig, in Jura-Bauweise mit Kalkplattendach, zweite Hälfte 19. Jahrhundert                                                             | D-2-73-164-20  | BW   |
| Riedenburg Pfarrweg 1 ()               | Ehemaliger Pfarrhof                    | Dreigeschossig über unregelmäßigem Grundriss, Walmdach, im Kern 16. Jahrhundert                                                                 | D-2-73-164-36  |      |
| Altmühlmünster 3 (Standort)            | Wappenstein                            | 1748, am Wohnhaus eingelassen Zugehöriges Wirtschaftsgebäude, ehemals zur Komturei gehörig, mit Kalkplattendach, wohl 18. Jahrhundert           | D-2-73-164-44  | BW   |
| Deising Haus Nummer 12 ()              | Bauernhaus                             | Erdgeschossig, in Jura-Bauweise, mit Kalkplattendach über Blockbau-Kniestock, 18. Jahrhundert                                                   | D-2-73-164-55  |      |
| Deising Mühle ()                       | Zugehöriges kleines Wirtschaftsgebäude | Massiv, mit Kalkplattendach, 18. Jahrhundert | D-2-73-164-56  |      |
| Deising Thanner Straße 1 ()            | Gasthaus                               | Zweigeschossiger Traufseitbau, in Jura-Bauweise, um Mitte 19. Jahrhundert                                                                       | D-2-73-164-52  |      |
| Echenried Haus Nummer 1 (Standort)     | Bauernhaus                             | Erdgeschossig, in Jura-Bauweise, mit Kalkplattendach, erste Hälfte 19. Jahrhundert                                                              | D-2-73-164-64  | BW   |
| Einthal Einthal 4 (Standort)           | Bauernhaus                             | Erdgeschossig, in Jura-Bauweise, mit Blockbau-Kniestock und Kalkplattendach, 18. Jahrhundert                                                    | D-2-73-164-66  | BW   |
| Gundlfing Dorfstraße 1 ()              | Ehemaliges Bauernhaus                  | In Jura-Bauweise mit Kalkplattendach, 19. Jahrhundert                                                                                           | D-2-73-164-77  |      |
| Jachenhausen Haus Nummer 11 (Standort) | Bauernhof, Wohnstallhaus               | In Jura-Bauweise, zum Teil Blockbau und Fachwerk, mit Kalkplattendach, 19. Jahrhundert Stadel, Bruchstein, mit Kalkplattendach, 19. Jahrhundert | D-2-73-164-87  | BW   |
| Meihern Dolomitstraße 7 ()             | Kleinhaus                              | Mit verputztem Fachwerk-Kniestock und Kalkplattendach, wohl erste Hälfte 19. Jahrhundert                                                        | D-2-73-164-93  |      |
| Otterzhofen Haus Nummer 7 (Standort)   | Wohnstallhaus                          | Erdgeschossig, in Jura-Bauweise, mit Kalkplattendach, 18./19. Jahrhundert Stadel, Holzbau mit Kalkplattendach, 18./19. Jahrhundert              | D-2-73-164-110 | BW   |
| Otterzhofen Haus Nummer 21 (Standort)  | Zugehöriges Backofenhäuschen           | Mit Kalkplattendach, 19. Jahrhundert | D-2-73-164-111 | BW   |
| Perletzhofen Haus Nummer 7 ()          | Bauernhaus                             | erdgeschossig, in Jura-Bauweise, mit Kalkplattendach, 18./19. Jahrhundert                                                                       | D-2-73-164-113 |      |
| Perletzhofen Haus Nummer 8 ()          | Bauernhaus                             | Erdgeschossig, in Jura-Bauweise, mit Kalkplattendach, 19. Jahrhundert                                                                           | D-2-73-164-114 |      |
| Perletzhofen Haus Nummer 9 ()          | Bauernhaus                             | Erdgeschossig, in Jura-Bauweise, mit Kalkplattendach, 18./19. Jahrhundert                                                                       | D-2-73-164-115 |      |
| Prunn Hauptstraße 4 ()                 | Dorfschmiede                           | Mit Esse, Amboss, Blasebalg und überdachtem Beschlagplatz, zweigeschossiger Satteldachbau, zweite Hälfte 19. Jahrhundert                        | D-2-73-164-142 |      |
| Ried Ried 1 (Standort)                 | Bauernhaus                             | Erdgeschossig, in Jura-Bauweise, mit Kalkplattendach, 19. Jahrhundert                                                                           | D-2-73-164-125 | BW   |
| Ried 6 (Standort)                      | Bauernhaus                             | Erdgeschossig, in Jura-Bauweise, mit Kalkplattendach, erste Hälfte 19. Jahrhundert Backofenhäuschen, 19. Jahrhundert                            | D-2-73-164-126 | BW   |

## Abgegangene Baudenkmäler
In diesem Abschnitt sind Objekte aufgeführt, die früher einmal in der Denkmalliste eingetragen waren, jetzt aber nicht mehr existieren, z. B. weil sie abgebrochen wurden. Aktennummern in diesem Abschnitt sind ehemalige, jetzt nicht mehr gültige Aktennummern.

| Lage                                   | Objekt                | Beschreibung                                                                                    | Akten-Nr.     | Bild |
| -------------------------------------- | --------------------- | ----------------------------------------------------------------------------------------------- | ------------- | ---- |
| Riedenburg Leodegarigasse 9 (Standort) | Ehemalige Schäfflerei | Zweigeschossiges Jurahaus mit Kalkplattendach, 17./18. Jahrhundert, im Kern spätmittelalterlich | D-2-73-164-22 | BW   |